# Styrmann Islands
Styrmann Islands är öar i Kanada.   De ligger i territoriet Nunavut, i den nordöstra delen av landet, 2 900 km norr om huvudstaden Ottawa. Arean är 10,4 kvadratkilometer.
Terrängen på Styrmann Islands är kuperad. Öns högsta punkt är 517 meter över havet. Den sträcker sig 5,6 kilometer i nord-sydlig riktning, och 3,3 kilometer i öst-västlig riktning.
Trakten runt Styrmann Islands är nära nog obefolkad, med mindre än två invånare per kvadratkilometer.